# Vladimír Čech
Vladimír Čech (ur. 6 lipca 1951 w Pradze, zm. 22 marca 2013 tamże) – czeski aktor teatralny i prezenter telewizyjny. Prowadził czeską edycję formatu Milionerzy.
Pracował także w dubbingu. Jest m.in. czeskim głosem Garfielda.

## Role dubbingowe
- Putování s pravěkými monstry – život před dinosaury (Walking with Monsters), 2005, dubbing 2008
- Van Helsing
- Vraždící stroje: Pravda o dinosaurech-zabijácích (The Truth About Killer Dinosaurs, cz. 1. i 2.), 2005, dubbing 2008
- Garfield a přátelé (Garfield and Friends)
- Garfield ve filmu (Garfield: The Movie), 2004[2]
- Garfield 2 (Garfield: A Tail of Two Kitties), 2006[3]
- Garfield šokuje (Garfield Gets Real), 2007[4]
- Milionář z chatrče (Slumdog Millionaire) 2008